# Mindaugas
Mindaugas (aprox. 1200 - otoño de 1263), gobernante de Lituania, considerado el fundador del estado lituano. También fue el primer gobernante de Lituania en convertirse al cristianismo. 
Mindaugas se impuso exitosamente sobre otros importantes nobles lituanos y jefes tribales incluyendo a su hermano y sus sobrinos, en 1236. El estado formado bajo su dirección, incluía la Lituania propia, Samogitia, y gran parte de Bielorrusia. En 1250 o 1251 Mindaugas aceptó el bautismo de los Caballeros livonios, disminuyendo la presión occidental de su estado contra la Orden Teutónica y Livonia y de Daniel de Galitzia. En 1253 recibió una corona real del papa Inocencio IV.
Con el oeste estabilizado temporalmente, Mindaugas continuó su expansión al este de las tierras rusas, que había comenzado en la década de 1230. Sus esfuerzos condujeron a la incorporación de más territorios rusos en Lituania a expensas de los dominadores mongoles de Rusia. De hecho, las campañas de Mindaugas en el este examinaron una unidad mongola hacia el Báltico.
Mindaugas dirigió su atención nuevamente hacia el oeste a finales de la década de 1250, cuando los Caballeros livonios invadieron Samogitia, provocando una revuelta local. Mindaugas apoyó clandestinamente a los samogitios y volvió al paganismo. En 1263, él y dos de sus hijos fueron asesinados por un grupo de rivales samogitios.